# 吕加尼亚克
吕加尼亚克（法語：Lugagnac，法語發音：[lyɡaɲak]）是法国洛特省的一个市镇，属于卡奥尔区。

## 地理
吕加尼亚克（44°24'31"N, 1°44'9"E）面积15.81 平方千米，位于法国奧克西塔尼大區洛特省，该省份为法国西南部内陆省份，北起顺时针与科雷兹省、康塔爾省、阿韦龙省、塔恩-加龙省、洛特-加龍省和多尔多涅省接壤。
与吕加尼亚克接壤的市镇（或旧市镇、城区）包括：塞讷维耶尔、孔科特、克雷戈勒、凯尔西地区利莫涅、瓦赖尔。

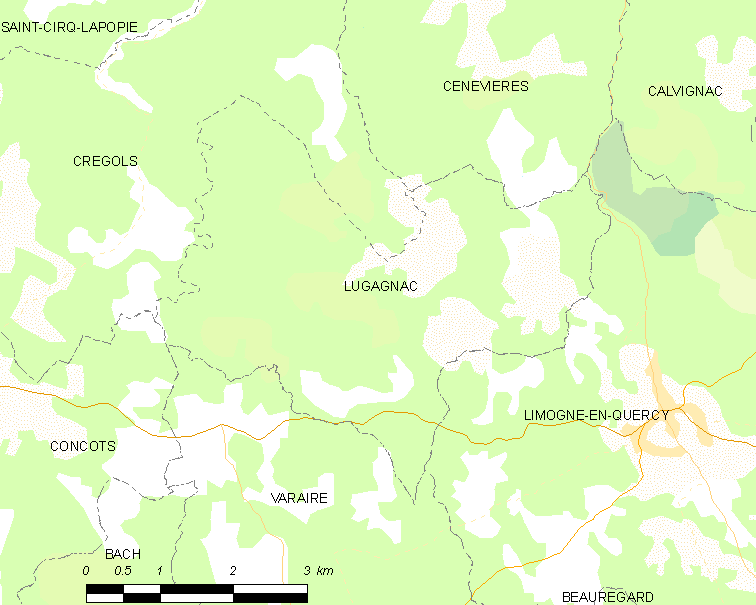
吕加尼亚克的OSM定位图

吕加尼亚克的时区为UTC+01:00、UTC+02:00（夏令时）。

## 行政
吕加尼亚克的邮政编码为46260，INSEE市镇编码为46179。

## 政治
吕加尼亚克所属的省级选区为南凯尔西边区县。

## 人口

1962-2008年间吕加尼亚克人口变化图示

吕加尼亚克于2022年1月1日时的人口数量为134人。